# Human
Human este al patrulea album de studio al trupei americane Death. Albumul a fost lansat pe 22 octombrie 1991.
Piesa "Lack of Comprehension" beneficiază de un videoclip ce a fost difuzat într-o oarecare măsură și pe MTV.

## Tracklist
1. "Flattening of Emotions" – 4:28
2. "Suicide Machine" – 4:19
3. "Together as One" – 4:06
4. "Secret Face" – 4:36
5. "Lack of Comprehension" – 3:39
6. "See Through Dreams" – 4:26
7. "Cosmic Sea" – 4:23
8. "Vacant Planets" – 3:48

## Componență
- Chuck Schuldiner - chitară, voce
- Steve DiGiorgio - bas
- Paul Masvidal - chitară
- Sean Reinert - baterie